# Американські Віргінські Острови на літніх Олімпійських іграх 2020
Американські Віргінські Острови на літніх Олімпійських іграх 2020 представляли чотири спортсмени в трьох видах спорту.

## Спортсмени
| Вид спорту      | Чоловіки | Жінки | Загалом |
| --------------- | -------- | ----- | ------- |
| Стрільба з лука | 1        | 0     | 1       |
| Легка атлетика  | 1        | 0     | 1       |
| Плавання        | 1        | 1     | 2       |
| Загалом         | 3        | 1     | 4       |